# Fejzabad
Fejzabad – wieś w Iranie, w ostanie Azerbejdżan Zachodni, w szahrestanie Takab. W 2006 roku liczyła 232 mieszkańców.